# Empedrado (kommun)
Empedrado är en kommun i Chile.   Den ligger i provinsen Provincia de Talca och regionen Región del Maule, i den södra delen av landet, 280 km sydväst om huvudstaden Santiago de Chile.
I omgivningarna runt Empedrado växer i huvudsak städsegrön lövskog. Runt Empedrado är det glesbefolkat, med 8 invånare per kvadratkilometer.